# Notylia punoensis
Notylia punoensis là một loài thực vật có hoa trong họ Lan. Loài này được D.E.Benn. & Christenson mô tả khoa học đầu tiên năm 2001.